# Tridenchthoniidae
Tridenchthoniidae là một họ Bọ Cạp giả thuộc siêu họ Chthonioidea. Họ bao gồm 1 chi hóa thạch và 15 chi gần đây, chứa 70 loài:
- Anaulacodithella angustimana Beier, 1955 — Nam Phi
- Anaulacodithella australica Beier, 1969 — Úc
- Anaulacodithella deserticola (Beier, 1947) — Nam Phi
- Anaulacodithella mordax (Tullgren, 1907) — Nam Phi
- Anaulacodithella novacaledonica Beier, 1966 — Nouvelle-Calédonie
- Anaulacodithella plurisetosa Beier, 1976 — đảo Lord Howe
- Anaulacodithella reticulata Beier, 1966 — New Caledonia
- Anisoditha curvidigitatus (Balzan, 1887) — Paraguay
- † Chelignathus kochi Menge in C. L. Koch & Berendt, 1854 — fossil (Oligocene)
- Compsaditha aburi J. C. Chamberlin & R. V. Chamberlin, 1945 — miền trung châu Phi
- Compsaditha angustula Beier, 1972 — Zaire
- Compsaditha basilewskyi Beier, 1962 — Tanzania
- Compsaditha camponota Sivaraman, 1980 — Ấn Độ
- Compsaditha congica Beier, 1959 — Zaire
- Compsaditha elegantula Beier, 1972 — Zaire
- Compsaditha fiegrigi Beier, 1931 — Brasil, Paraguay
- Compsaditha gressitti Beier, 1957 — quần đảo Caroline
- Compsaditha indica Murthy, 1960 — India
- Compsaditha parva Beier, 1951 — Việt Nam
- Compsaditha pygmaea J. C. Chamberlin, 1929 — Philippines
- Compsaditha seychellensis Beier, 1974 — Seychelles
- Cryptoditha elegans (Beier, 1931)
- Ditha elegans J. C. Chamberlin, 1929 — Indonesia
- Ditha loricata Beier, 1965 — New Guinea
- Ditha novaeguineae Beier, 1965 — New Guinea
- Ditha ogasawarensis Sato, 1981 — Nhật Bản
- Ditha palauensis Beier, 1957 — Palau
- Ditha philippinensis J. C. Chamberlin, 1929 — Philippines
- Ditha proxima (Beier, 1951) — Nepal, Việt Nam
- Ditha laosana (Beier, 1951) — Lào
- Ditha latimana Beier, 1931 — Tanzania
- Ditha marcusensis (Morikawa, 1952) — đảo Marcus
- Ditha pahangica (Beier, 1955) — Malaysia
- Ditha sinuata (Tullgren, 1901) — Châu Phi
- Ditha sumatraensis (J. C. Chamberlin, 1923)
- Ditha tonkinensis Beier, 1951 — Việt Nam
- Dithella javana (Tullgren, 1912) — Java
- Haploditha chamberlinorum Caporiacco, 1951 — Venezuela
- Heterolophus australicus Beier, 1969 — Úc
- Heterolophus clathratus (Tullgren, 1907) — Nam Phi
- Heterolophus guttiger Tomosvary, 1884 — Argentina, Brazil
- Heterolophus nitens Tomosvary, 1884 — Brazil
- Neoditha irusanga Feio, 1945 — Brazil
- Pycnodithella abyssinica (Beier, 1944) — Ethiopia
- Pycnodithella harveyi Kennedy, 1989 — New South Wales
- Sororoditha hirsuta (Balzan, 1887) — Brazil
- Tridenchthonius addititius Hoff, 1950 — São Thomé, Ghana, "St. Thomas Island"
- Tridenchthonius africanus (Beier, 1931) — Tanzania
- Tridenchthonius beieri Mahnert, 1983 — Kenya
- Tridenchthonius brasiliensis Mahnert, 1979 — Brazil
- Tridenchthonius buchwaldi (Tullgren, 1907) — Ecuador
- Tridenchthonius cubanus (J. C. Chamberlin, 1929) — Cuba, Jamaica
- Tridenchthonius donaldi Turk, 1946 — Trinidad
- Tridenchthonius gratus Hoff, 1963 — Jamaica
- Tridenchthonius juxtlahuanca J. C. Chamberlin & R. V. Chamberlin, 1945 — México
- Tridenchthonius mexicanus J. C. Chamberlin & R. V. Chamberlin, 1945 — Mexico
- Tridenchthonius parvidentatus Balzan, 1887 — Nam Mỹ
- Tridenchthonius parvulus Balzan, 1887 — Paraguay
- Tridenchthonius peruanus Beier, 1955 — Peru
- Tridenchthonius serrulatus (Silvestri, 1918) — Bờ Biển Ngà, Nigeria
- Tridenchthonius surinamus (Beier, 1931) — Surinam
- Tridenchthonius trinidadensis Hoff, 1946 — Trinidad
- Typhloditha anophthalma Beier, 1955 — Zaire
- Typhloditha minima Beier, 1959 — Congo
- Typhloditha termitophila Beier, 1964 — Nam Phi
- Verrucaditha spinosa (Banks, 1893) — miền đông USA
- Verrucadithella dilatimana (Redikorzev, 1924) — miền trung Africa
- Verrucadithella francisi Feio, 1945 — Brazil
- Verrucadithella jeanneli Beier, 1935 — Kenya, Uganda
- Verrucadithella sulcatimana Beier, 1944 — Tanzania